# Teatro Prezewodowski
O Theatro Prezewodowski é um teatro brasileiro situado no município de Itaqui, no Rio Grande do Sul. É um prédio tombado pelo Instituto do Patrimônio Histórico e Artístico Nacional. É um dos mais antigos da América Latina. A pedra fundamental foi lançada em 1883 e o prédio foi inaugurado em 1886.

## História
A construção do Theatro Prezewodowski foi iniciada, provavelmente, em 1883, conforme inscrição gravada na pedra fundamental, situada no exterior do prédio. A inauguração do teatro ocorreu em 1886. O nome do teatro é uma homenagem ao capitão-tenente da Marinha Brasileira, Estanislau Prezewodowski, que participou da Guerra do Paraguai, o comandante da Flotilha de Guerra do Alto Uruguai, sediada em Itaqui, de 1872 a 1874. Estanislau Prezewodowski, baiano de nascimento, que teve participação destacada anteriormente na Guerra do Paraguai (1864-1870). Durante a Segunda Guerra Mundial, as atividades diminuíram e a Casa passou a funcionar como cinema, entrando em decadência. Foi fechada, definitivamente, em 1964. Tendo permanecido abandonado por muitos anos, sua recuperação foi concluída em 1992.
O Theatro Prezewodowski é um prédio eclético com características neoclássicas em sua arquitetura. Com capacidade para 218 pessoas, encontra-se ativo e recebendo espetáculos.

## Galeria

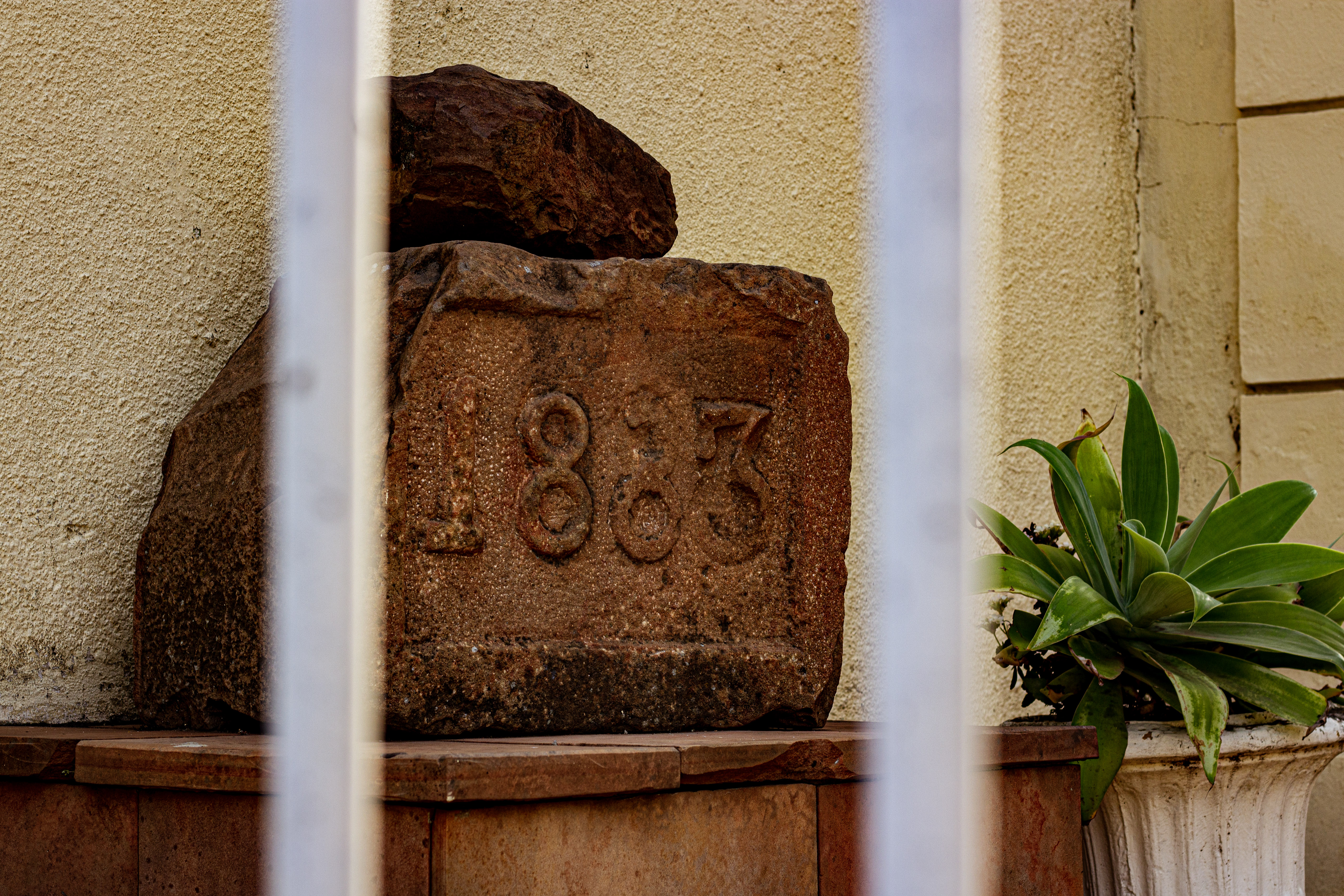
A pedra fundamental foi lançada em 1883
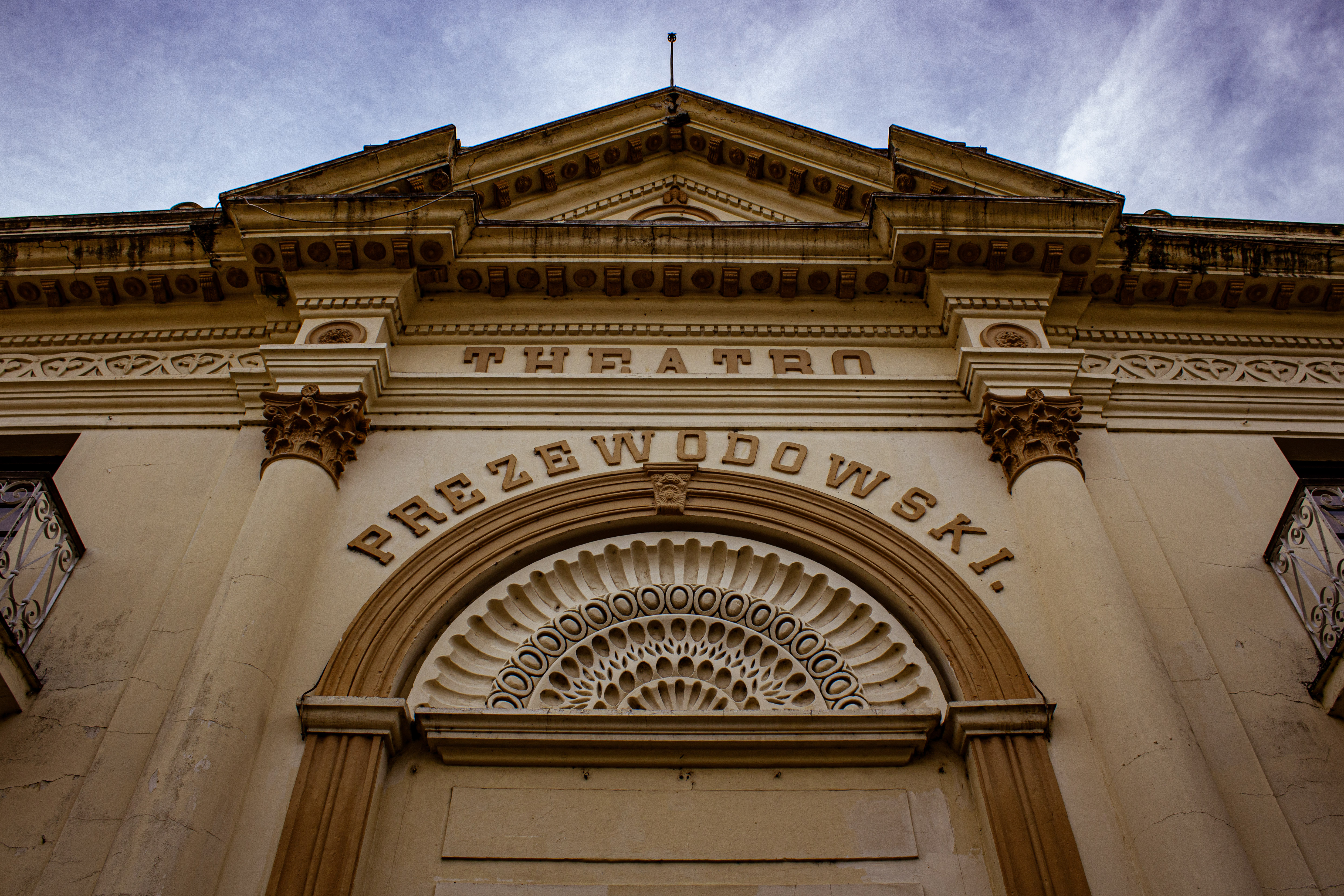
Características neoclássicas na arquitetura do Theatro Prezewodowski
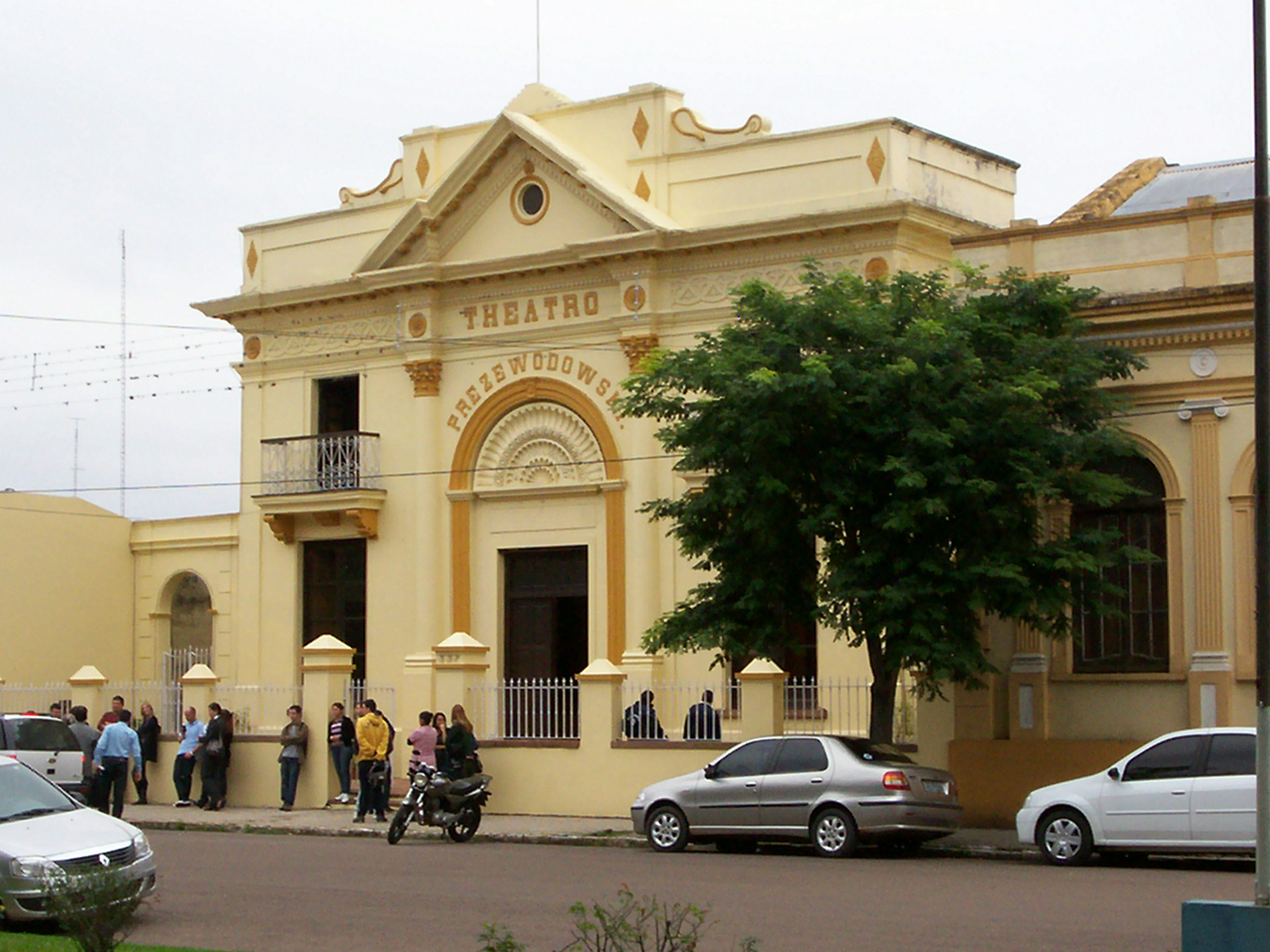
Theatro Prezewodowski em 2011